# فادي أندراوس
فادي أندراوس (مواليد 21 أكتوبر 1981) هو مغني وممثل ومخرج فلسطيني.

## النشأة
ولد ونشأ فادي في لبنان من عائلة مسيحية، لأب فلسطيني وأم لبنانية له أخ وحيد اسمه ايلي. درس إدارة الأعمال لكنه اضطر لتركها مؤقتا بسبب التحاقة بالموسم الثالث من برنامج ستار أكاديمي، حيث اشتهر بوسامته وطريقة لباسه الخاصة.
قدم فور خروجه من الأكاديمية مسلسلا بعنوان فادي وراضي مع جورج خباز ووسام صباغ ثم شارك في مسلسل جيران بالإضافة لبعض من طلاب المواسم التالية
في عام 2007 عاد للغناء من خلال أغنية «بقلبي ضلي» الرومانسية، ثم أصدر في عام 2008 أغنية «هيدا مش أنا» وهي على طريقة الروك فأطلق عليه بعدها روك ستار العرب، وفي عام 2009 قدم أغنية «فلسطين ولبنان» وفي 2010 قدم أغنية «إطلعي مني» سينجل في انتظار طرح الألبوم.
في عام 2011 عاد بسينغل جديد بعنوان «شدتني» كلمات منير بوعساف وألحان رواد رعد وتوزيع هادي شرارة، كما تم تصوير الأغنية على طريقة الفيديو كليب حيث كان الإخراج من توقيعه لتكون أول تجربة له كمخرج.
في سنة 2013 عاد فادي أندراوس بأغنية سينغل جديدة وصورها على طريقة الفيديو كليب بعنوان «ما بعرف كون» مع المخرج داني فارس وهي من كلمات منير بو عساف وألحان رواد رعد وتوزيع ايلي أندراوس (شقيق فادي)وكما قدم فادي في نفس السنة أغنية أخرى بعنوان «معاك» وصورها على طريقة الفيديو كليب وأخرجها بنفسهو في سنة 2014 قدم فادي أغنية سنغل أخرى بعنوان «لما تكون» وصورها على طريقة الفيديو كليب ز أخرجها بنفسه ولاقت نجاحا كبيرا وقدم كذلك أغنية للجيش اللبناني بعنوان «حكاية نصر». وشارك فادي كذلك في الجزء الرابع من مسلسل صبايا الذي تدور أحداثه في إمارة دبي الذي تم عرضه خلال شهر رمضان 2012. وكما حل فادي أيضا ضيفا على المسلسل السوري شيفون وغنى شارته.

## وصلات خارجية
- فادي أندراوس على موقع IMDb (الإنجليزية)
- فادي أندراوس على موقع ميوزك برينز (الإنجليزية)
- فادي أندراوس على موقع ميوزك برينز (الإنجليزية)
- فادي أندراوس على موقع قاعدة بيانات الفيلم (الإنجليزية)

- الموقع الرسمي لفادي أندراوس نسخة محفوظة 3 ديسمبر 2016 على موقع واي باك مشين.